# Ignacio de Ibarreche
Ignacio de Ibarreche fue un arquitecto español nacido en la localidad vizcaína de Lequeitio, Vizcaya, hacia 1708. Desarrolló su actividad en el segundo tercio del siglo XVIII.

## Obra
- Retablo de la Vera-Cruz, hacia 1748, en Santa María de Lequeitio.

- Datos: Q5913636